# Тридесет трећа изложба УЛУС-а (1962)
Тридесет трећа изложба УЛУС-а (1962) је трајала од 21. априла до 18. маја 1962. године. Одржана је у галеријском простору Удружења ликовних уметника Србије односно у Уметничком павиљону "Цвијета Зузорић", у Београду.

## Каталог
Плакат и каталог изложбе је израдио Едуард Степанчић.

## Награде
На овој изложби су додељене следеће награде:
- Златна палета - Иван Радовић
- Златна игла - Миодраг Нагорни
- Златно длето - Никола Јанковић

## Излагачи

### Сликарство
Радови изложени од 21. до 29. априла:
1. Мирољуб Алексић
2. Крста Андрејевић
3. Даница Антић
4. Радомир Антић
5. Милош Бабић
6. Милорад Балаћ
7. Маринко Бензон
8. Никола Бешевић
9. Петар Бибић
10. Славољуб Богојевић
11. Милан Божовић
12. Војтех Братуша
13. Тивадар Вањек
14. Милена Велимировић
15. Душко Вијатов
16. Миодраг Вујачић
17. Димитрије-Мића Вујовић
18. Бета Вукановић
19. Драга Вуковић
20. Синиша Вуковић
21. Живан Вулић
22. Слободан Гавриловић
23. Слободан Гарић
24. Ратомир Глигоријевић
25. Александар Грбић
26. Оливера Грбић
27. Бора Грујић
28. Мирко Даљев
29. Мило Димитријевић
30. Милица Динић
31. Дана Докић
32. Амалија Ђаконовић
33. Милан Ђокић
34. Заре Ђорђевић
35. Мирољуб Ђорђевић
36. Светислав Ђурић
37. Маша Живкова
38. Звонимир Зековић
39. Јован Зоњић
40. Ксенија Илијевић
41. Ђорђе Илић
42. Никола Јандријевић
43. Љубодраг Јанковић
44. Александар Јеремић
45. Богдан Јовановић
46. Гордана Јовановић
47. Ђорђе Јовановић
48. Вера Јосифовић
49. Јарослав Кандић
50. Пјер Крижанић
51. Марко Крсмановић
52. Мајда Курник
53. Гордана Лазић
54. Боривој Ликић
55. Шана Лукић

Радови изложени од 10. до 18. маја:
1. Бранко Манојловић
2. Мирјана Мареш
3. Мома Марковић
4. Миомир Миленковић
5. Душан Миловановић
6. Живорад Милошевић
7. Драгутин Митриновић
8. Велизар Михић
9. Душан Мишковић
10. Марклен Мосијенко
11. Миодраг Нагорни
12. Добривоје Николић
13. Бранко Омчикус
14. Лепосава Ст. Павловић
15. Споменка Павловић
16. Татјана Пајевић
17. Илија Пауновић
18. Стојан Пачоов
19. Слободан Пејовић
20. Јефто Перић
21. Павле Петрик
22. Градимир Петровић
23. Јелена Петровић
24. Јелисавета Ч. Петровић
25. Милорад Пешић
26. Татјана Поздњаков
27. Гордана Поповић
28. Божидар Продановић
29. Бата Протић
30. Благота Радовић
31. Милутин Ж. Радојичић
32. Божидар Раднић
33. Влада Радовић
34. Радмила Радојевић
35. Ђуро Радоњић
36. Милан Радоњић
37. Љубомир Рајчевић
38. Радомир Рељић
39. Александар Ристески
40. Маријан Савиншек
41. Љубица Сокић
42. Феђа Соретић
43. Слободан Сотиров
44. Десанка Станић
45. Бранко Станковић
46. Боривоје Стевановић
47. Милица Стевановић
48. Едуард Степанчић
49. Мирко Стефановић
50. Живко Стојсављевић
51. Невена Теокаревић
52. Олга Тиран
53. Борислав Топузовић
54. Дмитар Тривић
55. Стојан Трумић
56. Живојин Турински
57. Лепосава Туфегџић
58. Коста Хакман
59. Љубомир Цветковић
60. Љубомир Цинцар-Јанковић
61. Славољуб Чворовић
62. Вера Чохаџић
63. Зуко Џумхур
64. Томислав Шебековић
65. Леонид Шејка
66. Александар Шиверт
67. Милена Шотра

### Вајарство - графика
Радови изложени од 30. априла до 9. маја:
1. Градимир Алексић
2. Борис Анастасијевић
3. Арпад Г. Балаж
4. Милан Бесарабић
5. Вука Велимировић
6. Бранислав Вељковић
7. Милан Верговић
8. Мемнуна Вила Богданић
9. Душан Гаковић
10. Милија Глишић
11. Миливој-Елим Грујић
12. Савица Дамјановић
13. Милорад Дамњановић
14. Стеван Дукић
15. Оља Ивањицки
16. Војислав Јакић
17. Милорад Јанковић
18. Александар Јеремић
19. Мира Јуришић
20. Момчило Крковић
21. Милован Крстић
22. Стојан Лазић
23. Ото Лого
24. Милан Лукић
25. Мира Марковић Сандић
26. Милан Мартиновић
27. Франо Менегело Динчић
28. Периша С. Милић
29. Славољуб Миловановић
30. Живорад Михаиловић
31. Лидија Мишић
32. Душан Николић
33. Мирослав Николић
34. Надежда Првуловић
35. Мирослав Протић
36. Павле Радовановић
37. Екатарина Ристивојев
38. Сава Сандић
39. Радивој Суботички
40. Љубица Тапавички Берберски
41. Халил Тиквеша
42. Милош Ћирић
43. Јосиф Хрдличка
44. Божидар Џмерковић
45. Јелисавета Шобер Поповић